# Marc Tarquici Prisc
Marc Tarquici Prisc (en llatí: Marcus Tarquitius Priscus) va ser un senador romà.
Era legat d'Estatili Taure a l'Àfrica, i va acusar el seu cap per complaure a Agripina II (la dona de l'emperador Claudi), que volia obtenir les seves riqueses. Taure es va suïcidar abans d'escoltar la sentència i el senat va expulsar després a Prisc per informador i delator. Però Neró el va restablir en el càrrec i el va nomenar governador de Bitínia. Va ser condemnat l'any 61 sota l'acusació d'extorsió a la seva província, amb gran satisfacció del senat.